# Steve Cardenas
Steve Cardenas (5 februari 1959) is een Amerikaanse jazzgitarist.

## Biografie
Cardenas woont in New York, waar hij o.a. werkt met bands onder Paul McCandless, Mark Isham en Jeff Beal, Marc Johnson en John Patitucci, Madeleine Peyroux en Norah Jones. Hij is lid van Paul Motians band, Charlie Hadens Liberation Music Orchestra, Joey Barons band Killer Joey en het Ben Allison Quartet. Als sideman nam hij o.a. op met Steve Million, Maria Muldaur, Mark Isham, Paul McCandless en de rockzangeres Tracy Bonham. In 2010 werkte hij met een eigen trio met Ben Allison en Mark Ferber, in 2019 met Ben Street en Anthony Pinciotti.
Cardenas toerde meermaals door Europa en trad drie keer op tijdens het Montreux Jazz Festival in Zwitserland. Hij doceerde o.a. aan The New School in New York, het Musician's Institute in Hollywood, bij de Jamey Aebersold Summer Jazz Camps en aan de University of Missouri. Tijdens de jaren 2010 werkte hij verder met Adam Cruz, Eliane Elias, Chris Cheek, Ben Allison, Adam Kolker, Bria Skonberg, Adam Nussbaum, Mike Holober en Ted Nash. Op het gebied van de jazz was hij volgens Tom Lord tussen 1978 en 2018 betrokken bij 79 opnamesessies. In zijn tot dusver laatste album Charlie and Paul  vertolkte hij composities van Charlie Haden en Paul Motian, waarvan drie nog nooit werden uitgebracht, en vier van Haden.

## Discografie
- 2000: Shebang (Fresh Sound Records), met Larry Grenadier, Kenny Wollesen
- 2002: Panoramic (Fresh Sound Records), met Tony Malaby, Larry Grenadier, Kenny Wollesen
- 2012: Melody in a Dream (Sunnyside Records), met Shane Endsley, Thomas Morgan, Joey Baron
- 2017: Charlie & Paul (Newvelle), met Loren Stillman, Thomas Morgan, Matt Wilson

- Gemeinsame Normdatei: 135147387
- International Standard Name Identifier: 0000 0000 8388 418X
- Library of Congress Control Number: no00028926
- MusicBrainz: e3f3a32f-3d5e-4055-82f9-ed7fd7927f51
- Système universitaire de documentation: 16445215X
- Virtual International Authority File: 63549837
- WorldCat: E39PBJgmHRhFxmmhGjqbBHhJXd